# 幸せになりたい。/写真には残らないシュート
「幸せになりたい。/写真には残らないシュート」（しあわせになりたい。/しゃしんにはのこらないシュート）は、Bitter & Sweetの4枚目のシングル。2017年5月17日にアップフロントワークス（PICCOLO TOWNレーベル）から発売された。

## 収録曲
全盤共通
1. 幸せになりたい。
作詞：近藤ひさし、作曲・編曲：小林章太郎
2. 写真には残らないシュート
作詞：近藤ひさし、作曲：星部ショウ、編曲：楠野功太郎
3. 贈り物には愛がある
作詞：NOBE、作曲・編曲：星部ショウ
4. 幸せになりたい。（Instrumental）
5. 写真には残らないシュート（Instrumental）
6. 贈り物には愛がある（Instrumental）

初回生産限定盤付属DVD
1. 幸せになりたい。（Music Video）
2. 写真には残らないシュート（Music Video）

## タイアップ
- 贈り物には愛がある - 「新潟味のれん本舗」CMソング

## クレジット
1. 幸せになりたい。
  - Guitar & Programming：小林章太郎
  - Engineer：鈴木慎也
  - Sound Produce：近藤ひさし
  - Chorus：Bitter & Sweet
2. 写真には残らないシュート
  - Guitar & Programming：楠野功太郎
  - Engineer：鈴木慎也
  - Sound Produce：近藤ひさし
  - Chorus：Bitter & Sweet
3. 贈り物には愛がある
  - Guitar & Programming：星部ショウ
  - Bass：宮本將行
  - Additional Programming：橋本慎
  - Engineer：高崎晟
  - Sound Produce：たいせい
  - Chorus：Bitter & Sweet